# Musty
Musty è un singolo del gruppo musicale statunitense Shoreline Mafia pubblicato il 21 dicembre 2016.

## Tracce
1. Musty – 2:41